# سامح مراعبه
سامح مراعبه (انگلیسی: Sameh Maraaba؛ زادهٔ ۱۹ مارس ۱۹۹۲) بازیکن فوتبال اهل دولت فلسطین است.
از باشگاه‌هایی که در آن بازی کرده‌است می‌توان به اشاره کرد.
وی همچنین در تیم ملی فوتبال فلسطین بازی کرده‌است.